# Саут-Бей (Флорида)
Саут-Бей (англ. South Bay) — місто (англ. city) в США, в окрузі Палм-Біч штату Флорида. Населення — 4860 осіб (2020).

## Географія
Саут-Бей розташований за координатами 26°40′45″ пн. ш. 80°43′35″ зх. д. / 26.67917° пн. ш. 80.72639° зх. д. (26.679274, -80.726428).  За даними Бюро перепису населення США в 2010 році місто мало площу 9,59 км², з яких 6,95 км² — суходіл та 2,63 км² — водойми.

## Демографія
Згідно з переписом 2010 року, у місті мешкало 4876 осіб у 883 домогосподарствах у складі 698 родин. Густота населення становила 509 осіб/км².  Було 1077 помешкань (112/км²).
Расовий склад населення:
| - 65,0 % — чорних або афроамериканців - 24,6 % — білих - 0,6 % — азіатів - 0,2 % — корінних американців - 7,8 % — осіб інших рас |

До двох чи більше рас належало 1,9 %. Частка іспаномовних становила 23,2 % від усіх жителів.
За віковим діапазоном населення розподілялося таким чином: 20,2 % — особи молодші 18 років, 72,8 % — особи у віці 18—64 років, 7,0 % — особи у віці 65 років та старші. Медіана віку мешканця становила 35,4 року. На 100 осіб жіночої статі у місті припадало 219,1 чоловіків;  на 100 жінок у віці від 18 років та старших — 274,3 чоловіків також старших 18 років.
Середній дохід на одне домашнє господарство  становив 37 194 долари США (медіана — 29 009), а середній дохід на одну сім'ю — 40 092 долари (медіана — 30 714). Медіана доходів становила 27 667 доларів для чоловіків та 23 239 доларів для жінок. За межею бідності перебувало 38,3 % осіб, у тому числі 52,1 % дітей у віці до 18 років та 41,1 % осіб у віці 65 років та старших.
Цивільне працевлаштоване населення становило 691 особа. Основні галузі зайнятості: освіта, охорона здоров'я та соціальна допомога — 25,2 %, сільське господарство, лісництво, риболовля — 17,2 %, роздрібна торгівля — 13,9 %, виробництво — 12,3 %.